# Nikon Coolpix P900
A Nikon Coolpix P900 é uma câmera digital de ponte com superzoom anunciada pela Nikon em 2015. Com limite de zoom de 83× e distância focal equivalente máxima de 2.000 mm (35 mm),  era a câmera de ponte com maior zoom no momento de seu anúncio.  O recorde foi posteriormente ultrapassado pela sucessora da P900, a Nikon P1000, lançada em 2018. A P900 complementou seu modelo irmão com zoom mais curto, a Nikon Coolpix P610, anunciada algumas semanas antes. Mais tarde, foi lançada a Nikon Coolpix P950, muito semelahte à P900, mas com várias melhorias, sendo as mais notáveis uma sapata de flash, vídeo 4K e gravação  RAW. 